# Stor jökelmossa
Stor jökelmossa (Arctoa hyperborea) är en bladmossart som beskrevs av Bruch och W. P. Schimper in B.S.G. 1846. Enligt Catalogue of Life ingår Stor jökelmossa i släktet jökelmossor och familjen Dicranaceae, men enligt Dyntaxa är tillhörigheten istället släktet jökelmossor och familjen Rhabdoweisiaceae. Enligt den finländska rödlistan är arten nationellt utdöd i Finland. Arten är reproducerande i Sverige. Artens livsmiljö är fjällklippor, block- och stenmarker. Inga underarter finns listade i Catalogue of Life.